# Ризванолли, Артане
Артане Ризванолли (родился 7 мая 1984 г.) — косовский албанский экономист, в настоящее время занимает пост министра экономики Республики Косово.
Ризванолли получила степень бакалавра экономики в Приштинском университете. Затем она получила степень магистра экономики по бизнес-анализу в Стаффордширском университете в Соединённом Королевстве. Она получила докторскую степень по экономике в Стаффордширском университете в 2012 году, защитив диссертацию о связи между человеческим капиталом и прямыми иностранными инвестициями в европейских странах с переходной экономикой.
В течение шести лет она работала исследователем в Институте Риинвест в Приштине, а затем работала исследователем и советником по вопросам политики в местных и международных организациях. В сферу её интересов входили занятость, развитие частного сектора, диаспора и государственные финансы. С 2007 года преподаёт в Колледже Риинвест.
22 марта 2021 года Ризванолли был назначен министром экономики во втором правительстве Курти. Её портфолио охватывает энергетику, горнодобывающую промышленность, государственные предприятия и ИКТ.
Ризванолли является автором нескольких аналитических и научных статей, опубликованных в международных журналах.
Помимо родного албанского, она говорит на английском и сербском. Она замужем, имеет одного ребёнка.